# ハクサンイチゲ
ハクサンイチゲ（白山一花、白山一華、学名：Anemone narcissiflora）は、キンポウゲ科イチリンソウ属の多年草。種小名の narcissiflora は、スイセン Narcissus のような花 という意味である。

## 概要
高山植物の代表種で、中部地方以北から東北地方の亜高山帯から高山帯の湿った草原に生育する。花期は6 - 8月で、しばしば、雪渓が解けた跡に群生が見られる。白色の花弁に見えるのは萼片で5 - 7枚ある。萼片が緑色に変わった個体はミドリハクサンイチゲ f. viridis と呼ばれる。
日本各地に近縁種や変種があり、東北地方以北にはエゾノハクサンイチゲ、四国の高山にはシコクイチゲが分布する。
田中澄江が『花の百名山』の著書で、富良野岳を代表する高山植物の一つとしてエゾノハクサンイチゲを紹介した。また『新・花の百名山』で、浅間高原を代表する高山植物として、ハクサンイチゲとヒメシジャンなどを紹介した。

## エゾノハクサンイチゲ
エゾノハクサンイチゲ（蝦夷の白山一花、学名：A. n. var. sachalinensis）は、北海道から東北地方北部の高山帯に分布する高山植物。花期は6 - 8月。高さ15 - 40cm。ハクサンイチゲとの違いは、葉の幅が広く先端がとがらないこと、花の柄が短いことである。

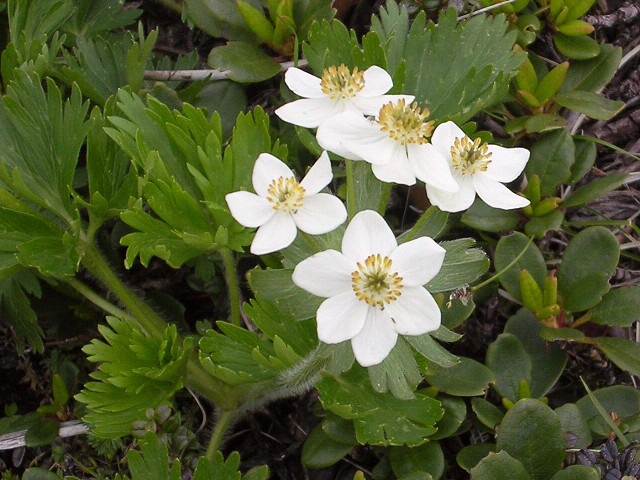
エゾノハクサンイチゲ（北海道大雪山にて2005年7月撮影）

## シコクイチゲ
シコクイチゲ（四国一花、学名：A. sikokiana） は、四国山地の高所の岩場（石鎚山など）に分布する高山植物。花期は6 - 8月。ハクサンイチゲの花序は散形だが、シコクイチゲは複散形となる点が異なる。レッドデータブックの絶滅危惧IB類に指定されている。

## 関連画像
- ハクサンイチゲの花
燕岳、2002年7月27日
- ハクサンイチゲの葉
北岳、2007年8月5日
- ハクサンイチゲの種子
北岳、2009年8月16日
- ミドリハクサンイチゲ
北岳、2007年8月5日
- ハクサンイチゲの群生
摺鉢窪、2009年8月4日
- ハクサンイチゲの群生
小蓮華山、2006年8月5日